# Odax
Genre
Odax est un genre de poissons de l'ordre des Perciformes, de la famille des Odacidae. 

## Liste d'espèces
Selon Catalogue of Life (31 décembre 2022), NCBI (31 décembre 2022) et World Register of Marine Species (31 décembre 2022) :
- Odax cyanoallix Ayling & Paxton, 1983
- Odax pullus (Forster, 1801)

Selon ITIS (31 décembre 2022) :
- Odax acroptilus (Richardson, 1846)
- Odax cyanoallix Ayling and Paxton, 1983
- Odax cyanomelas (Richardson, 1850)
- Odax pullus (Forster in Bloch and Schneider, 1801